# Thelonious Alone in San Francisco
Albums de Thelonious Monk
5 by Monk by 5 (en)
(1959) Thelonious Monk at the Blackhawk (en)
(1960)
Thelonious Alone in San Francisco est un album en solo du pianiste américain de jazz Thelonious Monk, enregistré et publié en 1959 par Riverside.
Thelonious Alone in San Francisco est souvent considéré comme le meilleur album en solo de Monk,,.

## À propos de l'album
Il s'agit du troisième album en piano solo de Monk, après Piano Solo (en), paru en 1954, et Thelonious Himself, paru en 1957.
En 1959, alors qu'il a 42 ans, le new yorkais Thelonious Monk passe un mois en Californie, où il joue au Hollywood Bowl de Los Angeles puis au Blackhawk de San Francisco. Il se rend ensuite, les 21 et 22 octobre 1959, au Fugazi Hall dans le quartier de North Beach pour travailler sur un album en piano solo. L'auditorium offre une très belle acoustique, et permet au piano de montrer la richesse de ses harmoniques.
Le répertoire est constitué de compositions originales, pour la plupart déjà enregistrées par Monk, à l'exception des  blues improvisés Round Lights et Blue Hawk qu'il n'a jamais réenregistrés. Il joue également des chansons un peu datées voire oubliées : Remember d'Irving Berlin (1925), You Took the Words Right Out of My Heart (1938) et There's Danger in Your Eyes, Cherie (1929),.
On entend l'influence du piano stride sur Blue Monk,.

## Pistes
| No  | Titre                                    | Musique                                    | Durée |
| --- | ---------------------------------------- | ------------------------------------------ | ----- |
| 1.  | Blue Monk                                | Thelonious Monk                            | 3:44  |
| 2.  | Ruby, My Dear                            | Thelonious Monk                            | 3:56  |
| 3.  | Round Lights                             | Thelonious Monk                            | 3:34  |
| 4.  | Everything Happens to Me                 | Tom Adair, Matt Dennis                     | 5:37  |
| 5.  | You Took the Words Right Out of My Heart | Ralph Rainger, Leo Robin                   | 4:01  |
| 6.  | Bluehawk                                 | Thelonious Monk                            | 3:37  |
| 7.  | Pannonica                                | Thelonious Monk                            | 3:51  |
| 8.  | Remember                                 | Irving Berlin                              | 2:41  |
| 9.  | There's Danger in Your Eyes, Cherie      | Jack Meskill, Harry Richman, Pete Wendling | 4:18  |
| 10. | Reflections                              | Thelonious Monk                            | 5:06  |